# Loukovitsa
Loukovitsa (en macédonien Луковица) est un village du nord-ouest de la Macédoine du Nord, situé dans la municipalité de Jelino. Le village comptait 47 habitants en 2002.

## Démographie
Lors du recensement de 2002, le village comptait :
- Macédoniens : 47